# جلان فيرنون
جلان فيرنون (بالإنجليزية: Glen Vernon)‏ هو ممثل أمريكي، ولد في 27 أكتوبر 1923 في الولايات المتحدة، وتوفي بنفس المكان في 27 أكتوبر 1999.

## أعمال

### أفلام
- (1961) الإفطار عند تيفاني[4]

## وصلات خارجية
- جلان فيرنون على موقع IMDb (الإنجليزية)
- جلان فيرنون على موقع ألو سيني (الفرنسية)
- جلان فيرنون على موقع أول موفي (الإنجليزية)
- جلان فيرنون على موقع قاعدة بيانات الأفلام السويدية (السويدية)
- جلان فيرنون على موقع قاعدة بيانات الفيلم (الإنجليزية)
- جلان فيرنون على موقع كينوبويسك (الروسية)